# ГЕС Hochon 4
ГЕС Hochon 4 – гідроелектростанція у північно-східній частині Північної Кореї. Знаходячись після ГЕС Hochon 3, становить нижній ступінь дериваційного каскаду, який використовує ресурс зі сточища річки Hochon, лівої притоки Ялуцзян (басейн Жовтого моря), перекинутий в долину річки  Namdaechon (впадає до Японського моря біля міста Танчхон). 
Відпрацьований на станції Hochon 3 ресурс потрапляє до тунелю, який прямує в правобережному гірському масиві Namdaechon понад 15 км. На завершальному етапі після запобіжного балансувального резервуару по схилу гори прокладено кілька напірних водоводів, які виводять до розташованого за 0,4 км наземного машинного залу. 
ГЕС Hochon 4 ввели в експлуатацію ще у 1943 році, в часи японського колоніального панування у Кореї (тому вона також відома під японською назвою Kyosen). Станція має потужність 66 МВт, що є третім показником серед чотирьох основних станцій каскаду загальною потужністю 335,4 МВт. 
Відпрацьована на ГЕС Hochon 4 по відвідному тунелю довжиною біля 0,2 км потрапляє до каналу, який, перш ніж злитися з Namdaechon, прямує по правобережжю майже 6 км до ГЕС Танчхонської молоді.
Починаючи з 1980 року на станціях каскаду Hochon впроваджене дистанційне керування.

## Корейська війна
Починаючи з червня 1952-го авіація ООН неодноразово піддавала бомбардуванням північнокорейські електростанції. Найбільш потужні удари прийшлись на кінець червня, при цьому на другий день операції, 24 числа, ГЕС Hochon 4 була зруйнована літаками з борту авіаносця Bon Homme Richard.
У другій половині 1950-х років каскад Hochon пройшов через відбудову, під час якої первісно змонтоване тут японське обладнання замінили на постачене з Чехословаччини.